# Hedwig Fijen
Hedwig A.M. Fijen, född 13 januari 1961 i Haarlemmerliede en Spaarnwoude i Nederländerna, är en nederländsk konsthistoriker. Hon är chef för den nederländska stiftelsen International Foundation Manifesta.
Hedwig Fijen utbildade sig i konsthistoria och arkeologi på Amsterdams universitet med en kandidatexamen och en magisterexamen. Hon var kurator på Stedelijk Museum, Amsterdam 1989-1993. Hon grundade 1993 konstbiennalen Manifesta, vars första utställning hölls 1996 i Amsterdam i Nederländerna.